# Valaamský klášter
Valaamský klášter, či Valaamský monastýr (rusky Валаамский монастырь) je pravoslavný klášter nacházející se v Karélii na ostrově Valaam v Rusku, největším ostrově Ladožského jezera, největšího jezera v Evropě.

## Historie

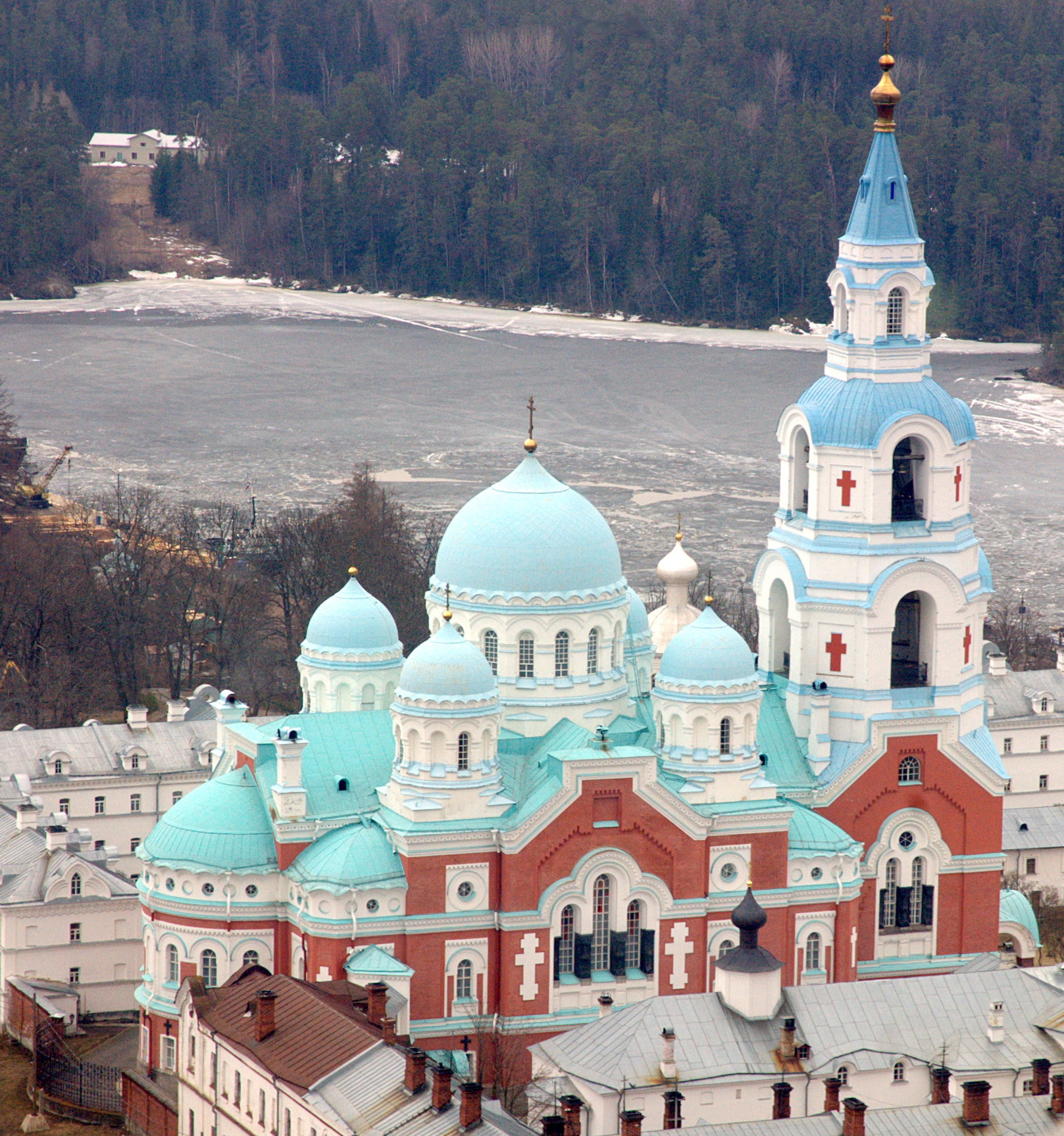
Katedrála na Valaamu

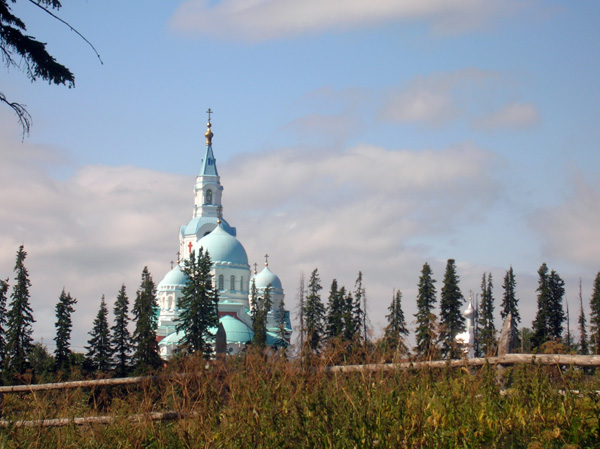
Pohled na Valaamský klášter

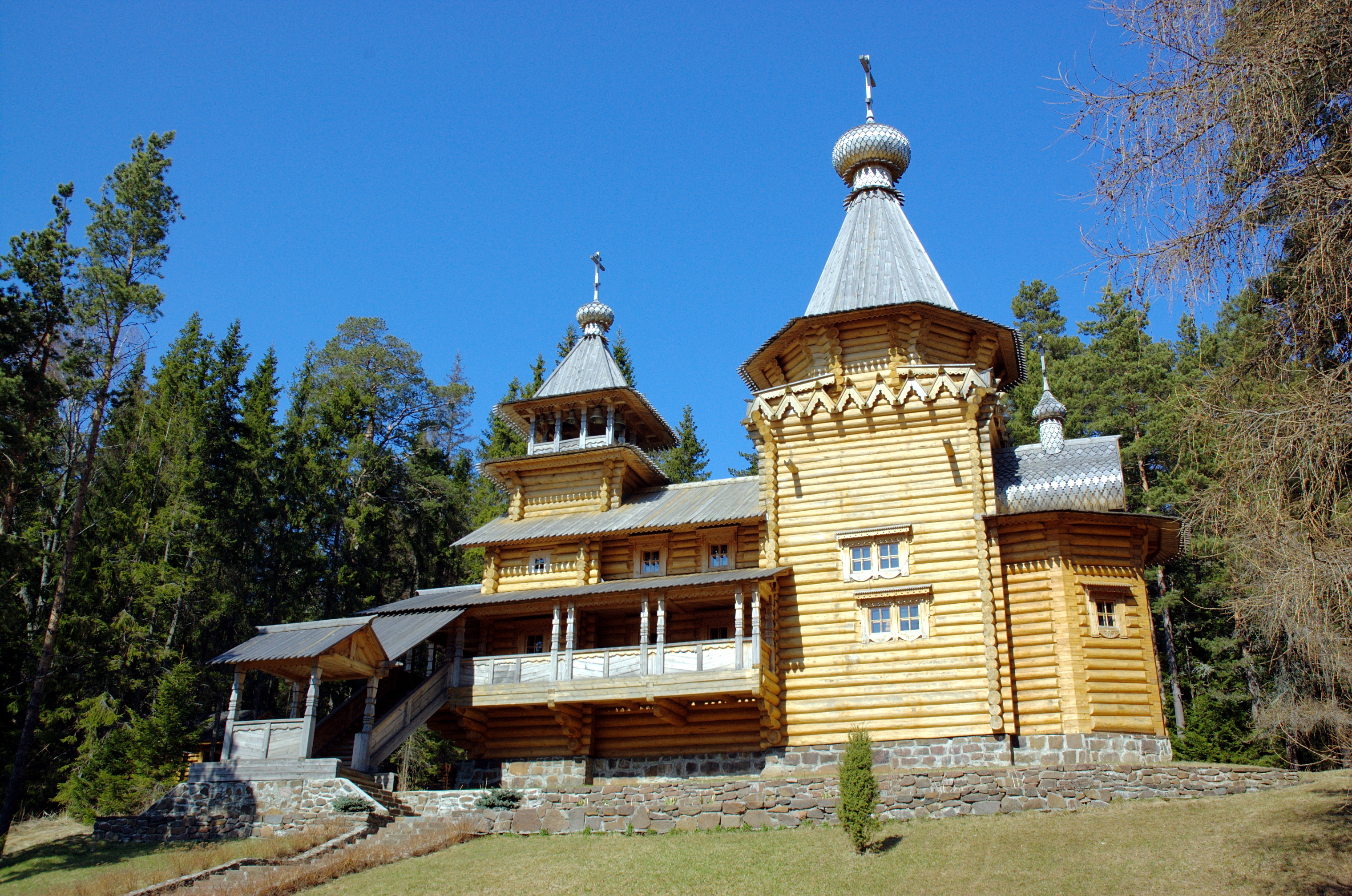
Skit valaamského kláštera

Není přesně známo, kdy byl klášter založen. V dokumentech napsaných do 16. století nejsou o klášteru zmínky. V pozdějších dokumentech se data založení pohybují v rozmezí od 10. do 15. století. Podle jedné tradice byl klášter založen v 10. století řeckým mnichem Sergiem a jeho karelským společníkem Hermanem. Heikki Kirkinen se přiklání k domněnce, že klášter byl založen ve 12. století. Současní historici považují i tento údaj za příliš časný. Podle odborného konsenzu byl klášter založen až na konci 14. století. John H. Lind a Michael C. Paul kladou dobu založení kláštera mezi roky 1389 a 1393. Podložili to mnoha různými zdroji včetně „Příběhu Valaamského kláštera“, rukopisu ze 16. století, podle kterého byl klášter založen za dob úřadujícího arcibiskupa Ioanna II. Novgorodského.
Pravdou však zůstává, že Valaamský klášter byl severní základnou pravoslaví proti pohanům a později západní základnou proti katolíkům z Tavastie, Savonie a Švédské Karélie.
V dobách švédského tažení v 16. století byla ruská hranice posunuta východním směrem. Následkem toho byl klášter v roce 1578 napaden luteránskými Švédy a mnoho mnichů a noviců bylo zabito. Po dalším švédském útoku byl klášter mezi lety 1611 a 1715 opuštěný, budovy byly do základů spáleny a karelská hranice mezi Ruskem a Švédskem byla posunuta až k Ladožskému jezeru. V 18. století byl klášter velkoryse opraven a v roce 1812 přešel pod Finské velkoknížectví.
V roce 1917 byla vyhlášena finská nezávislost a finská pravoslavná církev se osamostatnila od konstantinopolského patriarchátu. Valaamský klášter se stal nejdůležitějším klášterem finské pravoslavné církve. Liturgický jazyk byl změněn ze slovanského na finský a liturgický kalendář z juliánského na gregoriánský. Tyto změny vedly k dlouhotrvajícím sporům uvnitř valaamské komunity.
O území okolo kláštera bojoval Sovětský svaz s Finskem během druhé světové války. Během zimní války v roce 1940 byl klášter evakuován a 150 mnichů bylo přesídleno do města Heinävesi. Jelikož evakuován byl i koněvský a pečenžský klášter, zůstal valaamský klášter jediným finským pravoslavným klášterem.
Při pokračovací válce v letech 1941 až 1944 došlo k pokusu o opravu klášterních budov na Valaamu, ale po obsazení Sovětským svazem r. 1944 sloužil klášter jako vojenská základna.

## Navrácení církvi
V roce 1989 byl klášter navrácen pravoslavné církvi, pod patronát patriarchy Alexeje II., který klášter v dětství navštěvoval (klášter je stavropigiální, podléhá přímo patriarchovi). Klášter, jehož budovy byly pečlivě opraveny, získal nad ostrovem značnou zákonnou moc, aby si udržel status duchovní instituce nezávislé na světské moci. Po neúspěšných soudních sporech s klášterem se mnoho obyvatel rozhodlo ostrov opustit.